# Flughafen Nueva Hesperides

i7
i11
i13
Der Aeropuerto Internacional Nueva Hesperides (IATA-Flughafencode: STY – ICAO-Flughafencode: SUSO) ist ein Flughafen in Uruguay.
Der Flughafen liegt im Westen Uruguays südlich der Stadt Salto im Departamento Salto. Dort befindet er sich nahe der östlich des Flughafens verlaufenden Ruta 3 sowie des westlich gelegenen Río Uruguay.
Unter anderem bestand bis zur Einstellung im September 2014 eine Flugverbindung mit BQB Líneas Aéreas von Montevideo zum Aeropuerto Nueva Hesperides. Die Flugzeit beträgt 50 Minuten.